# Sägeschuppenbarsche
Die Säge- oder Kammschuppenbarsche (Pristolepis, Pristolepididae) sind eine artenarme, nur acht Arten umfassende Gattung und Familie aus der Ordnung Anabantiformes. Drei Arten kommen in Myanmar, Thailand und in Indochina im Stromgebiet des Mekong, des Mae Nam Chao Phraya und des Mae Nam Mae Klong, auf der Malaiischen Halbinsel und den indonesischen Inseln Sumatra, Borneo, Bangka und Belitung vor, die fünf anderen in den Gewässern Keralas (Süd-Indien).

## Merkmale und Lebensweise
Sägeschuppenbarsche werden 15 bis 20 cm lang. Ihr Körper ist gedrungen, hochrückig, seitlich abgeflacht und von braungrauer, grünlicher oder gelbgrüner Farbe. Die Bauchseite ist heller, meist gelblich. Die Seitenlinie ist unterhalb des weichstrahligen Teils der Rückenflosse unterbrochen, das letzte Stück reicht bis auf den Schwanzflossenstiel. An den Flanken zeigen sich, bei Pristolepis fasciata am deutlichsten, sechs bis zwölf schwärzliche senkrechte Streifen. 
- Flossenformel für Pristolepis fasciata: Dorsale XIII–XVI/14–16, Anale III/8–9, Ventrale I/5–6.

Das Maul ist relativ klein, eng und nur wenig vorstülpbar. Sägeschuppenbarsche leben in langsam fließenden oder stehenden vegetationsreichen Gewässern. Sie fressen Fadenalgen, Wasserpflanzen und bei Überschwemmungen untergetauchte Landpflanzen, Früchte, Samen, Insekten und kleine Krebstiere.

## Systematik
In der Vergangenheit wurde die Gattung Pristolepis als Unterfamilie Pristolepidinae den Nanderbarschen (Nandidae) zugeordnet, mit der Beschränkung der Nandidae auf die Gattung Nandus durch Ralf Britz und Sven O. Kullander wurden sie in den Familienrang erhoben.

## Arten
Bis heute wurden acht Arten beschrieben:
- Gestreifter Sägeschuppenbarsch, Pristolepis fasciata (Bleeker, 1851)
- Indonesischer Sägeschuppenbarsch, Pristolepis grootii	(Bleeker, 1852)
- Pristolepis malabarica, Günther, 1864
- Malabar-Sägeschuppenbarsch, Pristolepis marginata Jerdon, 1849
- Pristolepis pauciradiatus Plamoottil & Win, 2017
- Pristolepis pentacantha, Plamoottil, 2014
- Pristolepis procerus, Plamoottil, 2017
- Pristolepis rubripinnis, Britz, Kumar & Baby, 2012